# Gennaro De Crescenzo
Gennaro De Crescenzo (Naples, 1964) est un écrivain, journaliste et professeur napolitain. Il a fondé le Mouvement Néobourbonien. Il est citoyen d'honneur de Casalduni.

## Distinctions
Décorations italiennes
- Citoyenneté d'honneur de la Municipalité de Casalduni (BN) à partir du 21 juillet 2018

## Publications
- L’altro 1799. I fatti, Naples, Tempo Lungo, 1999
- La difesa del regno, Naples, Il Giglio, 2001
- Le industrie del Regno di Napoli, Naples, Grimaldi, 2002
- Contro Garibaldi. Appunti per demolire il mito di un nemico del Sud, Naples, Il Giglio,  2006
- Ferdinando II di Borbone. La Patria delle Due Sicilie, Naples, Il Giglio, 2009
- Napoli. Storia di una città, Naples, Iod, 2009
- Malaunità, Naples, Spazio Creativo, 2011
- I peggiori 150 anni della nostra storia. L'unificazione come origine del sottosviluppo del Sud, Naples, Il Giglio, 2012
- Megaride. Storia di una città, Naples, Protagora Edizioni Scolastiche, 2013
- Movimento Neoborbonico. I 20 anni che hanno cambiato la storia, Naples, Passato&Futuro, 2013
- Storia di un regno, Naples, Protagora Edizioni Scolastiche, 2014
- Il Sud dalla Borbonia felix al carcere di Fenestrelle. Perché non sempre la storia è come ce la raccontano, Milan, Magenes, 2014
- La battaglia di Lauria: la memoria ritrovata. Una storia, un progetto, un evento, Naples, Iod, 2016
- Noi i neoborbonici. Storie di orgoglio meridionale, Milan, Magenes, 2016
- Il libro dei primati del Regno delle Due Sicilie, Naples, Editori Grimaldi, 2019